# Mednarodno leto biotske raznovrstnosti
Mednarodno leto biotske raznovrstnosti je celoletni projekt Organizacije združenih narodov, katerega namen je z vrsto aktivnosti leta 2010 povečevati zavedanje ljudi o pomenu biodiverzitete za življenje na Zemlji in preživetje človeštva. 2010 je bilo za mednarodno leto biotske raznovrstnosti proglašeno na 61. zasedanju Generalne skupščine OZN leta 2006.
Slogan se glasi
Biotska raznovrstnost je življenje;
naše življenje
Glavno sporočilo aktivnosti je, da je človek neločljiv del bogate naravne raznovrstnosti in da je v njegovi moči to raznovrstnost uničiti ali ohraniti. Človeška aktivnost povzroča drastično zmanjševanje raznovrstnosti življenja na Zemlji. Te spremembe so nepovratne in škodijo sistemom, od katerih je odvisno preživetje človeštva, zato je varovanje raznovrstnosti eden ključnih izzivov sodobne družbe danes in v prihodnosti.
Mednarodno leto sovpada s ciljnim obdobjem dogovora o ohranitvi biodiverzitete, ki je bil sprejet na vrhu voditeljev Evropske unije leta 2001 v Göteborgu in leto kasneje potrjen na Svetovnem vrhu o trajnostnem razvoju v Johannesburgu. Aktivnosti koordinira sekretariat konvencije o biotski raznovrstnosti, ki jo je podpisalo 191 držav leta 1992 v Riu de Janeiru.